# Pietro Micca (sous-marin, 1935)
Pour les articles homonymes, voir Pietro Micca (sous-marin).
Le Pietro Micca est un sous-marin mouilleur de mines italien, unique exemplaire de ce type, construit à la fin des années 1930 pour la Marine royale italienne.
Le navire a été nommé un l'honneur de Pietro Micca (1677-1706), surnommé Passepërtut ("passe-partout" en piémontais), est un militaire piémontais mort héroïquement pour sa patrie, lors de la défense de la citadelle de Turin, assiégée par les Français, au cours de la guerre de succession d'Espagne. Il est célébré comme héros italien.

## Conception et construction
Dans les années 1930, après les résultats décevants de la classe Bragadin, la Regia Marina n'avait pas encore réussi à obtenir un sous-marin mouilleur de mines aux bonnes caractéristiques.
Les performances que le projet Micca s'est fixé étaient très ambitieuses: le nouveau sous-marin devait avoir la capacité de poser des mines et être utilisé comme un sous-marin d'attaque normal (avec des torpilles), disposer d'un bon armement de surface, d'une grande vitesse et autonomie, d'une bonne navigabilité et d'une bonne manœuvrabilité, et d'un appareil de pose de mines qui fonctionnait parfaitement. Le sous-marin, de type "Bernardis", à coque simple avec des homologues latéraux et des doubles fonds résistants, conçu par le capitaine Virginio Cavallini, ingénieur naval (un des principaux concepteurs italiens de sous-marins), s'est avéré être une bonne unité avec toutes les caractéristiques du projet. Il était cependant très grand (même s'il n'était pas le plus grand sous-marin italien en termes de déplacement, il l'était en termes de longueur, avec 90 mètres), très complexe et surtout très cher, de sorte qu'il n'a pas été reproduit à plus grande échelle.
Un développement du design Micca, plus simple et moins cher, a été la classe Foca.
Le Micca déplaçait 1 567 tonnes en surface et 1 967 tonnes en immersion. Le sous-marin mesurait 90,32 mètres de long, avaient une largeur de 7,7 mètres et un tirant d'eau de 5,3 mètres. Il avait une profondeur de plongée opérationnelle de 100 mètres. Son équipage comptait 5 officiers et 58 sous-officiers et marins.
Pour la navigation de surface, le sous-marin était propulsé par deux moteurs diesel de 1 500 chevaux (1 100 kW), chacun entraînant un arbre d'hélice. En immersion, chaque hélice était entraînée par un moteur électrique de 800 chevaux-vapeur (600 kW). Il pouvait atteindre 15,5 nœuds (28,7 km/h) en surface et 8,5 nœuds (15,7 km/h) sous l'eau. En surface, il avait une autonomie de 12 000 milles nautiques (22 200 km) à 8 noeuds (15 km/h), en immersion, il avait une autonomie de 70 milles nautiques (130 km) à 4 noeuds (13 km/h).
Le Micca était armé de six tubes lance-torpilles internes de 53,3 centimètres (21,0 pouces), quatre à l'avant et deux à l'arrière, pour lesquels ils transportaient 10 torpilles. Il était également armés de 2 canons de pont de 120 millimètres (4 pouces) calibre L/45 pour le combat en surface. Son armement anti-aérien consistait en deux mitrailleuses Breda Model 1931 de 13,2 mm (4 selon les autres sources). Le Micca transportait un total de 40 mines pour 4 puits de mines.
Le Micca était équipé d'un chercheur à ultrasons.

## Histoire du service
Après avoir été remis à la Regia Marina, le Micca a été stationné à Tarente, au sein du IVe groupe de sous-marins.
Il a participé clandestinement à la guerre civile espagnole avec deux missions, sous le commandement du capitaine de corvette Ernesto Forza: dans la première, au départ de Naples le 23 janvier 1937, il a patrouillé dans les eaux au large de Valence sans détecter de navires suspects et est revenu le 2 février; la seconde, commencée le 13 février, a été interrompue au bout d'un jour parce que la suspension de l'offensive sous-marine et le retour de toutes les unités ont été ordonnés.
Lors de la grande revue navale H du 5 mai 1938, qui s'est tenue dans le golfe de Naples en l'honneur d'Adolf Hitler, le Micca (toujours commandé par Ernesto Forza) a dirigé le déploiement de 85 sous-marins qui ont "effectué" une plongée suivie d'une courte navigation sous-marine, puis d'une remontée à la surface et d'une salve de 11 coups de feu.
Avec l'entrée de l'Italie dans la Seconde Guerre mondiale, le Micca était déjà en mission depuis une semaine. Dans la nuit du 12 juin 1940, il a effectué la pose de 40 mines près du port d'Alexandrie, en Égypte.
Le capitaine de frégate Alberto Ginocchio prit ensuite le commandement. Dans la nuit du 12 août, exactement comme deux mois plus tôt, il posa 40 autres mines au nord-ouest d'Alexandrie, et deux jours plus tard, il tira une torpille depuis les tubes d'étambot, à courte distance, sur deux destroyers britanniques naviguant à quelque quatre-vingt-dix milles nautiques (70 km) au nord-ouest d'Alexandrie. L'explosion de la torpille fut entendue, ce qui peut indiquer des dommages, mais il n'y a pas de confirmation,,.
Le sous-marin a ensuite été modifié pour être utilisé pour des missions de transport,. L'amiral Karl Dönitz, commandant de la flotte de sous-marins allemands (U-boote), a proposé le transfert du Micca à Bordeaux, siège de la base italienne de BETASOM, afin d'utiliser le sous-marin pour miner les eaux qui font face à l'important port ouest-africain de Freetown. À l'époque, la Kriegsmarine ne disposait pas de sous-marins mouilleurs de mines de grande autonomie, alors que le Micca pouvait facilement atteindre la zone de Freetown. La Regia Marina n'a cependant pas voulu accorder le transfert du sous-marin, à la fois parce que la base de Bordeaux ne disposait pas d'installations adaptées à un sous-marin mouilleur de mines, et parce que le Micca était considéré comme plus utile pour le transport de matériaux en Méditerranée.
À partir de février 1941 (avec le capitaine de corvette Guido d'Alterio comme nouveau commandant), le Micca a effectué plusieurs missions de transport (15 au total, transportant 2 163 tonnes de fournitures) ciblant à la fois la Libye et la mer Egée.
Le 13 mars 1941, le sous-marin (qui avait quitté Leros deux jours plus tôt) a lancé sans succès une torpille sur un groupe de destroyers ennemis,.
Début avril 1941, alors qu'il naviguait de Tarente à Léros, il aperçut un convoi au sud de la Crète qu'il attaqua en tirant deux torpilles à 1 500 mètres: deux explosions furent entendues (mais il n'y a aucune trace d'elles), alors que le sous-marin plongeait au loin/ Arrivé à Leros, le 5 avril, il fut gravement endommagé par l'explosion d'une torpille glissée d'un des tubes d'étambot (d'autres sources attribuent l'explosion à une mine). Remorqué au port, après les premières réparations d'urgence, il fut conduit à Tarente où furent effectuées les principales réparations, qui durèrent de juin à novembre 1941
En juillet 1941, le Micca fut gravement endommagée par une violente tempête, devant rentrer au port et déplorant la perte du capitaine en second Giuseppe Canta, médaille de bronze de la valeur militaire, d'abord blessé lors d'un raid puis, pour tenter d'éteindre un incendie à bord d'un avion qui s'était écrasé à proximité du sous-marin, il fut projeté à la mer par l'onde de choc d'une torpille.
Il est alors à nouveau employé pour des missions de transport. A la mi-décembre 1941, le commandant D'Alterio est remplacé par son homologue Alberto Galeazzi.
En 1942, il a entre autres mené une mission offensive près de Malte, sans résultat.
Le 15 juin 1943, le lieutenant de vaisseau Paolo Scrobogna prend le commandement.
Le 24 juillet 1943, il a quitté Tarente à destination de Naples, mais quatre jours plus tard, dans la soirée, il a été pris dans une panne au large du cap Spartivento Calabro et a dû faire demi-tour.
Le Micca devait avoir un rendez-vous au large de Santa Maria di Leuca avec une unité d'escorte, le Bormio; mais il a été repéré par le sous-marin britannique HMS Trooper (N91) qui, à 6h05 du 29 juillet, a lancé une volée de six torpilles, dont l'une a touché le Micca à mi-chemin du navire, provoquant son soudain naufrage à 3 milles nautiques (5 km) par 207° du phare de Santa Maria di Leuca (d'autres sources rapportent au contraire que le Trooper a lancé une première paire de torpilles, évitée par le Micca, puis une seconde qui a touché le sous-marin italien alors qu'il faisait marche arrière).
Le commandant Scrobogna et 17 officiers, sous-officiers et marins ont été jetés à la mer et secourus par des bateaux de pêche du Bormio, qui est arrivé peu après. Avec le Micca, deux officiers, 62 sous-officiers et marins et aussi un ouvrier ont disparu.
Selon diverses sources, une partie de l'équipage piégé dans l'épave (qui gît à 72 mètres de profondeur) n'est pas morte immédiatement: des bruits ont été entendus pendant deux jours après le naufrage, et selon certains pêcheurs, des coups de feu ont été entendus le troisième jour.
Le sous-marin avait effectué 24 missions en temps de guerre (4 offensives exploratoires, 14 transports, 2 mouillages de mines, 4 entraînements ou transferts) pour une distance de 23 140 milles nautiques (42 850 km).
L'épave du Micca a été localisée en 1994, à trois milles nautiques (5 km) au large des côtes, entre 80 et 85 mètres de profondeur,.